# Claude Zidi Jr.
Pour les articles homonymes, voir Zidi.
Ne doit pas être confondu avec Claude Zidi.
Claude Zidi Jr., né le 24 novembre 1980 à Paris 8e, est un réalisateur et scénariste français.

## Biographie

### Famille
Petit-fils de Mohand Tayeb Zidi (1905-1991), né à Tifra en Algérie, et de Marguerite Georgette Krug (1910-1971), née à Ostwald en Alsace, il est l'un des six enfants du réalisateur Claude Zidi dont cinq travaillent dans le domaine du cinéma : Hélène Zidi-Cheruy, Julien Zidi, Marie Zidi et Zoltan Zidi.

### Carrière
En 2005, Il réalise Le monde ne marche pas non plus puis En chaîne, en 2006, pour France 2. Il réalise par la suite des publicités et des mini-sketchs pour Titoff, sur Canal+, co-réalise Les Déguns en 2018, et co-écrit Divorce Club, en 2019, avec Cyrille Droux puis en 2022, Ténor, dans un registre plus dramatique. Puis il retourne à la comédie. avec Les Déguns 2 (2023) et Maison de retraite 2 (2024) et succède à Thomas Gilou.

## Filmographie

### Réalisateur
- 2005 : Le monde ne marche pas non plus (court métrage)
- 2006 : En chaîne (téléfilm)
- 2018 : Les Déguns
- 2022 : Ténor
- 2023 : Les Déguns 2
- 2024 : Maison de retraite 2
- 2025 : Le Jour G

### Scénariste
- 2020 : Divorce Club